# Јасмин Леви
Јасмин Леви (хебр. יסמין לוי; Јерусалим, 23. децембар 1975) израелска је кантауторка позната по ладино музици.

## Биографија
Рођена је 23. децембра 1975. године у Јерусалиму, сефардског порекла. Родитељи су јој имигранти из Турске.

## Дискографија
Студијски албуми
- (2004)
- (2005)
- (2006)
- (2007)
- (2009)
- (2012)
- (2014)
- (2017)
- (2021)